# Suchy
Pour les articles homonymes, voir Suchy (homonymie).
Suchy est une commune suisse du canton de Vaud, située dans le district du Jura-Nord vaudois. Elle compte 671 habitants en 2022. Le village de Suchy se situe 581 mètres d'altitude sur un plateau dominant la plaine de l'Orbe.

## Histoire
On a retrouvé une sépulture de l'époque romaine et une nécropole du Haut Moyen Âge sur le territoire de la commune. Suchy est mentionné sous le nom de Solpiaco id est Suzchie en 885. Othon de Grandson-Belmont reprend les droits seigneuriaux du village en 1367. Suchy fait partie du bailliage d'Yverdon à l'époque bernoise dès 1536 puis du district d'Yverdon de 1798 à 2007 et du district du Jura-Nord vaudois depuis 2008.

### Héraldique
| Armes de Suchy | Les armes de la commune de Suchy se blasonnent ainsi : Parti d'argent et d'azur à deux clefs en sautoir de l'un à l'autre. |

## Géographie
La surface totale de la commune de Suchy représente 669 hectares qui se décomposent en 23 ha de surfaces d'habitat et d'infrastructure (3,4 %), 397 ha de surfaces agricoles (59,3 %) et 249 ha de surfaces boisées (37,2 %)[réf. nécessaire].
Le village de Suchy se situe 581 mètres d'altitude sur un plateau dominant la plaine de l'Orbe, au nord du Gros-de-Vaud sur le plateau suisse. Le village est situé sur un plateau délimité par le ruisseau des Combes au sud-ouest et une forte pente qui va vers la plaine de l'Orbe au nord-ouest. Le Bois de Suchy, situé à l'est de la commune, comprend le point le plus élevé du territoire à 607 mètres d'altitude.
En plus du village de Suchy, la commune compte quelques fermes isolées. Les communes voisines sont Épendes (VD), Belmont-sur-Yverdon, Essertines-sur-Yverdon et Chavornay.

## Population

### Surnom
Les habitants de la commune sont surnommés les Sécherons,.

### Démographie
Suchy compte 656 habitants au 31 décembre 2020.
En 2000, la population de Suchy est composée de 173 hommes (50,1 %) et 172 femmes (49,9 %). Il y a 314 Suisses (91 %) et 31 étrangers (9 %). La langue la plus parlée est le français, avec 316 locuteurs (91,6 %), et la deuxième langue est l'allemand (19 personnes ou 5,5 %). Sur le plan religieux, la communauté protestante reformée est la plus importante avec 228 personnes (66,1 %), suivie des catholiques romains (65 ou 18,8 %). 35 personnes (10,1 %) n'ont aucune appartenance religieuse.
Le graphique suivant résume l'évolution de la population de Suchy entre 1850 et 2010 :

## Politique
Sur le plan communal, Suchy est dirigé par une municipalité formée de cinq membres et dirigée par un syndic pour l'exécutif et un Conseil général dirigé par un président et secondé par un secrétaire pour le législatif.

## Économie
Jusqu'à la seconde moitié du XXe siècle, l'économie locale était principalement tournée vers l'agriculture et l'arboriculture fruitière qui, de nos jours encore, représentent une part importante des emplois locaux. Il y avait également de la vigne jusqu'en 1957. Quelques emplois ont été créés dans des entreprises locales mais Suchy compte de nombreux pendulaires qui travaillent principalement à Yverdon-les-Bains.

## Monuments
L'église du village, qui date du XIIe siècle, a été reconstruite au XVIIIe siècle.

## Transports
L'entrée Chavornay de l'autoroute A1 (Lausanne-Yverdon) se situe à 4 kilomètres de Suchy. Le village, qui fait partie de la communauté tarifaire vaudoise Mobilis, est desservi par la ligne de car postal 675 Yverdon-les-Bains-Suchy-Chavornay.

## Vie locale
Suchy compte un club de football, une société de jeunesse, une société de tir, une société d'abbaye (Abbaye Union et Fraternité), un groupe des paysannes vaudoises et un groupe d'aînés. La commune compte également un groupe de scouts (http://suchy-3rivieres.flambeaux.ch/), de motocross, et une troupe de théâtre (https://www.troupe-aux-chandeliers.ch/.html).

## Château d'eau
Le château d'eau de Suchy est un bâtiment protégé désaffecté depuis 2012. En 2018, l'Association du Château d'Eau () a été fondée avec le projet de lui donner une nouvelle vie en le transformant en Escape Room, tout en conservant le bâtiment d'origine.